# Philippe César d'Aligre de Saint-Lié
Pour les autres membres de la famille, voir Famille d'Aligre.
Philippe-François, dit Philippe-César d'Aligre de Saint-Lié, deuxième baron de La Mothe (en 1675), né à Paris en 1639 ou le 9 novembre 1650 et mort à Toulon le 30 octobre 1720, est un officier de marine français des XVIIe et XVIIIe siècles. 

## Biographie

### Origines et famille
Philippe-François descend de la famille d'Aligre, famille de la noblesse de robe originaire de Chartres, mentionnée dès le XVIe siècle. Il est le fils de Michel d'Aligre, baron de Saint-Lié (†1675), trésorier général des menus plaisirs du roi, intendant de Justice, Police et Finances en Catalogne, et Roussillon (1651) et de sa femme Marie Perou. Le couple se marie en 1639.
Né à Paris le 9 novembre 1650, il est baptisé en l'église Saint-Nicolas-des-Champs le 16 janvier 1651.

### Carrière dans la Marine royale
Il entre dans la Marine royale et fait les campagnes sous le célèbre Duquesne pendant la guerre de Hollande. Lieutenant de vaisseau, il fait partie de l'escadre française envoyée en Sicile pour ravitailler les villes italiennes qui s'étaient révoltées contre les Espagnols. 
L'amiral Ruyter, parti des ports de Hollande, au mois d'août 1675, tente de s'opposer au passage du convoi et réuni sa flotte à celle des Espagnols. Il arrive trop tard pour opérer sa jonction et est vaincu par trois fois. D'Aligre sera blessé par deux fois au cours de ces combats. Une première fois lors de la bataille d'Alicudi, près de Milazzo, le 8 janvier 1676. Les vaisseaux hollandais avaient été si maltraités que Ruyter croit devoir, par prudence, songer à la retraite mais sur les ordres contraires de la République, il livre — le 22 avril — un second combat naval au cours duquel il est tué. Cette fois encore le baron de la Motte-Saint-Lié reçoit un coup de feu après avoir vaillamment monté à l'abordage d'un brick ennemi. Ses blessures l'éloignent quelque temps du service et l'empêchent de prendre part aux victoires remportées par le duc de Vivonne sur les flottes combinées d'Espagne et de Hollande.
Il sert à nouveau pendant la guerre de la Ligue d'Augsbourg. Pendant la campagne de 1693, il commande le vaisseau L’Éclatant, qui fait alors partie de l'escadre du comte de Tourville, qui incendie l'escadre anglaise, réfugiée dans le port de Malaga. Plus de quatre-vingts vaisseaux richement chargés sont brûlés ou coulés à fond. Il est nommé chevalier de Saint-Louis en 1694.
En 1701, il coule à fond une des galiotes des corsaires de Salé, d'où il parvient à sauver et à rendre à la liberté douze esclaves chrétiens. Il reprend du service au début de la guerre de Succession d'Espagne. Le 23 octobre 1702, il commande L'Assuré, de 66 canons, au sein de la flotte du marquis de Châteaurenault qui — après avoir escorté la flotte des Indes espagnole — est contrainte de se réfugier en baie de Vigo. D'Aligre et son vaisseau sont capturés. Libéré lors d'un échange de prisonniers, il est à la bataille de Vélez-Málaga, le 24 août 1704. Il commande à cette occasion le vaisseau L'Ardent, de 64 canons, dernier vaisseau de l'arrière-garde de la flotte française, commandée par le comte de Langeron. Le roi le nomme chef d'escadre en 1705, en remplacement de M. de Betz de la Harteloire. Le 18 février 1714, Philippe V, roi d'Espagne, le nomma capitaine général de ses armées navales, avec ordre à tous ses officiers et autres gens de mer de lui obéir, en cas d'absence ou de maladie de M. du Casse, lieutenant général de la mer. Le traité d'Utrecht ramène la paix en Europe et consolide le trône du petit-fils de Louis XIV. Louis XIV le nomme lieutenant général des armées navales, le 5 août 1715. Nommé commandant la marine à Toulon et décoré de la grand-croix de l'ordre royal et militaire de Saint-Louis, il meurt sans alliance, à Toulon le 30 octobre 1720,,.

### Sources et bibliographie
- Table ou abrégé des cent trente-cinq volumes de la Gazette de France, vol. 1, Paris, 1766, [lire en ligne], p. 20
- Jean-Baptiste-Pierre Jullien de Courcelles, Histoire généalogique et héraldique des pairs de France, des grands dignitaires de la couronne, des principales familles nobles du royaume, et des maisons princières de l'Europe, t. 3, Paris, chez l'auteur, 1824 (lire en ligne), p. 59
- Michel Vergé-Franceschi, Les officiers généraux de la Marine Royale : (1715-1774) : origines, conditions, services, Librairie de l'Inde, 1990, 383 p. (ISBN 9782905455048), p. 24